# BB Jacquemin

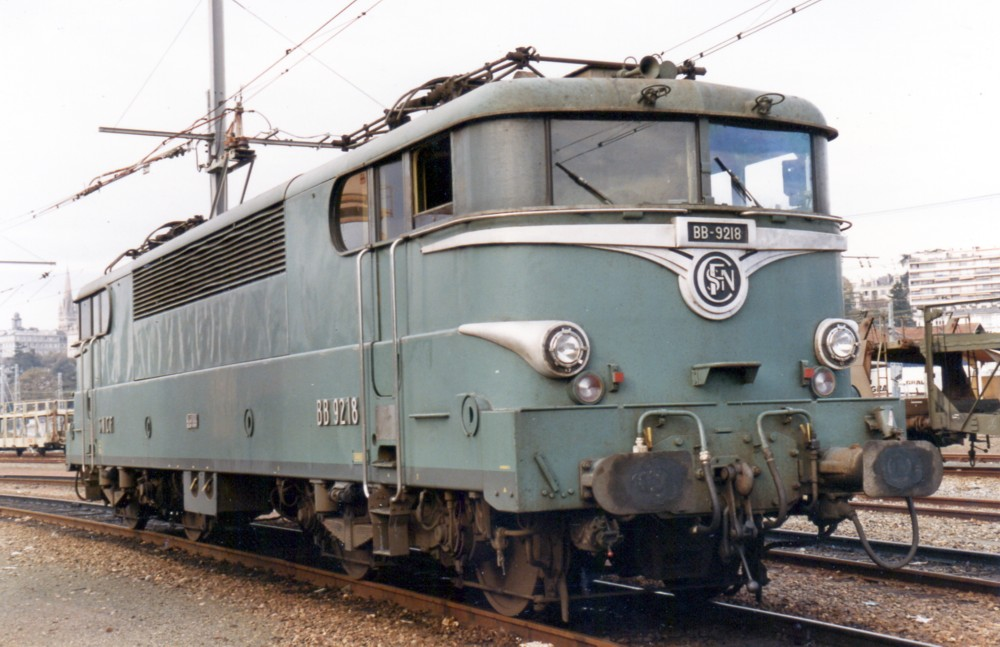
„Jacquemin“-BB 9218 in Ursprungsausführung mit ursprünglichen Applikationen an Scheinwerfern und Frontsignet im Bahnhof Pau (1986)

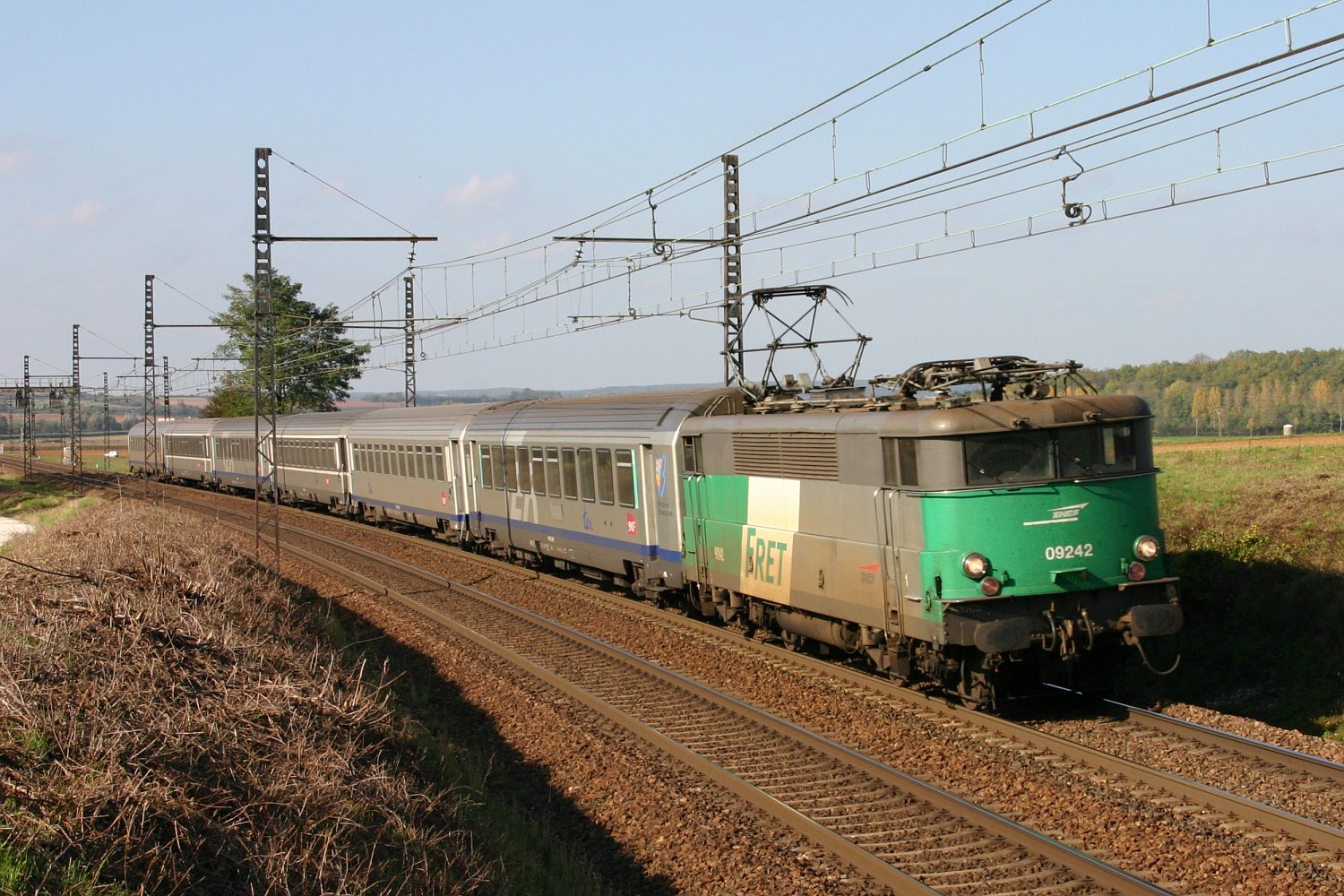
BB 9242 ohne Applikationen in der Farbgebung „Fret“

BB Jacquemin ist der gängige Überbegriff für eine Familie von vierachsigen Elektrolokomotiven der französischen Staatsbahn SNCF. Sie umfasst die Baureihen BB 9200, BB 9300, BB 9700, BB 16000, BB 16100, BB 20100, BB 25100, BB 25150 und BB 25200.

## Geschichte und Beschreibung
Ihren Namen verdanken die Lokomotiven dem Umstand, dass sie mit einmotorigen Drehgestellen ausgestattet sind, die der Ingenieur André Jacquemin in den 1950er Jahren entworfen hatte. Jacquemin entwickelte insbesondere auch die als Transmission Jacquemin bezeichnete Kardan-Gelenkübertragung mittels Hohlwelle. Die über Zugstangen – die das Drehmoment der Motoren auf mehrere Angriffspunkte im Lokomotivrahmen aufteilten – tiefangelenkten Drehgestelle gewährleisteten eine hervorragende Laufruhe mit geringen Vibrationen bei der Bewältigung hoher Anfahrzugkräfte. Die entsprechenden Maschinen werden an ihren nahezu identischen Lokomotivkästen identifiziert, für deren Design Paul Arzens verantwortlich zeichnete. Abweichend werden mit den BB 20101 und BB 20102, obwohl diese beiden Prototypen viermotorige Drehgestelle aufwiesen, daher auch jene den „Jacquemins“ zugerechnet. Hingegen wurden Jacquemin-Drehgestelle und Transmission Jacquemin bereits bei den BB 9003 und BB 9004 verwendet, die wegen ihres abweichenden Kastens jedoch nicht dazugezählt werden.

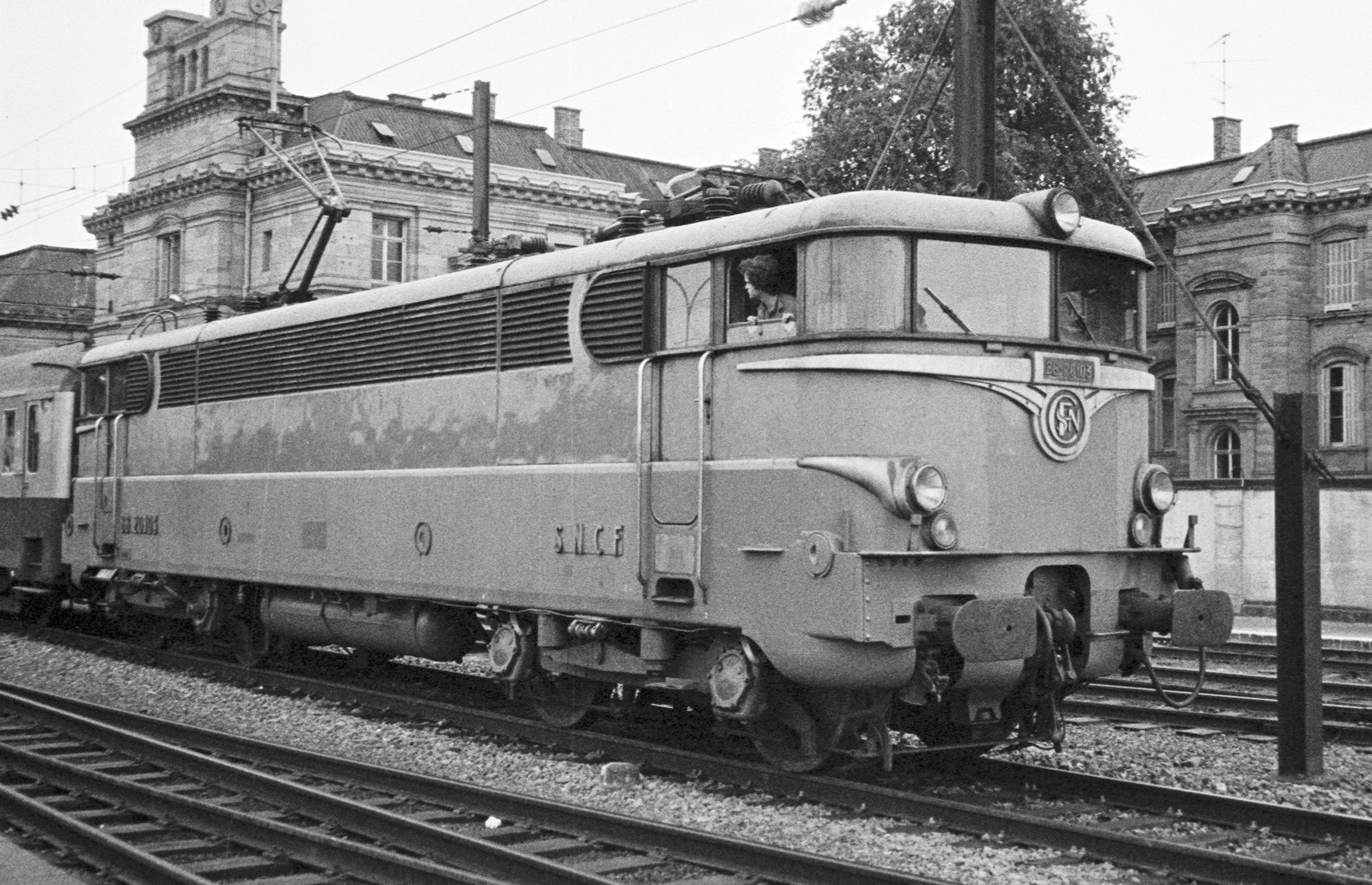
Auch die für den Verkehr mit der Schweiz gebaute Zweifrequenzlok BB 20103 mit drittem Spitzenlicht wird den „Jacquemins“ zugerechnet

Arzens versah den charakteristischen, vorn abgerundeten Lokomotivkasten mit verspielten Applikationen an den Scheinwerfern und über dem Frontsignet, die jedoch ab den 1970er Jahren wieder entfernt wurden. Die ursprüngliche Farbgebung war grün; im Laufe ihrer Einsatzzeit wurden die meisten „Jacquemins“ umlackiert und liefen in den Farbgebungen „Béton“, „Multiservices“, „En voyage“ und „Fret“. Die BB 9291 und 9292 wurden ab Werk für die Traktion des Schnellzugs Le Capitole ausgerüstet (u. a. rote Lackierung), vier weitere BB 9200 entsprechend farblich angepasst.
Die in der Schweiz gebauten BB 20101–104 erhielten für den grenzüberschreitenden Verkehr in Höhe der Dachkante ein drittes Spitzenlicht. Gegenüber den BB 9200/9700 wiesen die später gebauten Maschinen ein bis zu den Einstiegtüren der Führerstände durchgezogenes Lüfterband auf. Die ab 1973 gebauten Loks erhielten ein breiteres Lüfterband mit senkrechten Lamellen, ab 1976 entfielen die Applikationen.
Mit dem Ende des Jahres 2013 wurden die letzten BB Jacquemin abgestellt.

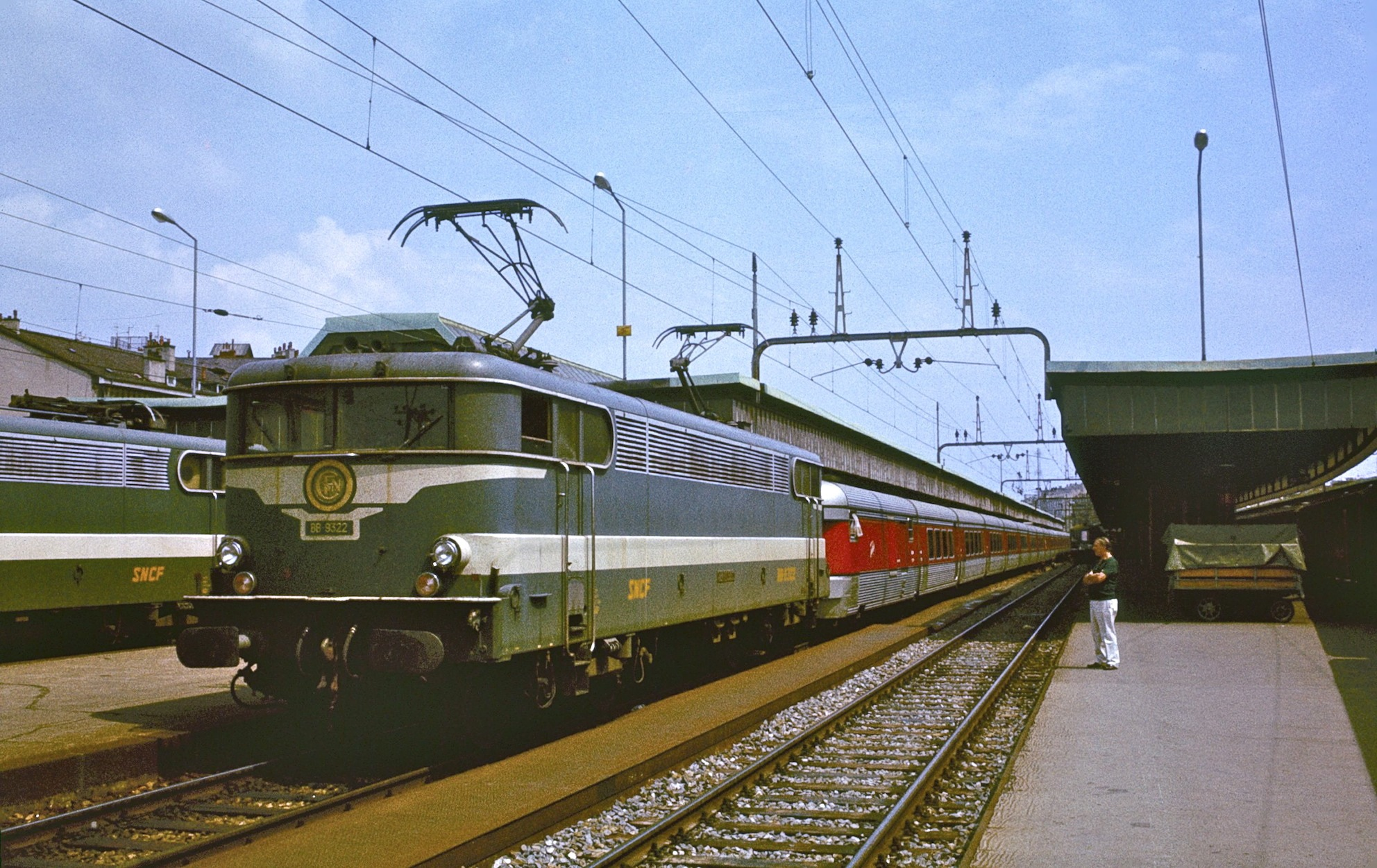
BB 9322 vor einem Catalan Talgo im Bahnhof Genève-Cornavin (1979)
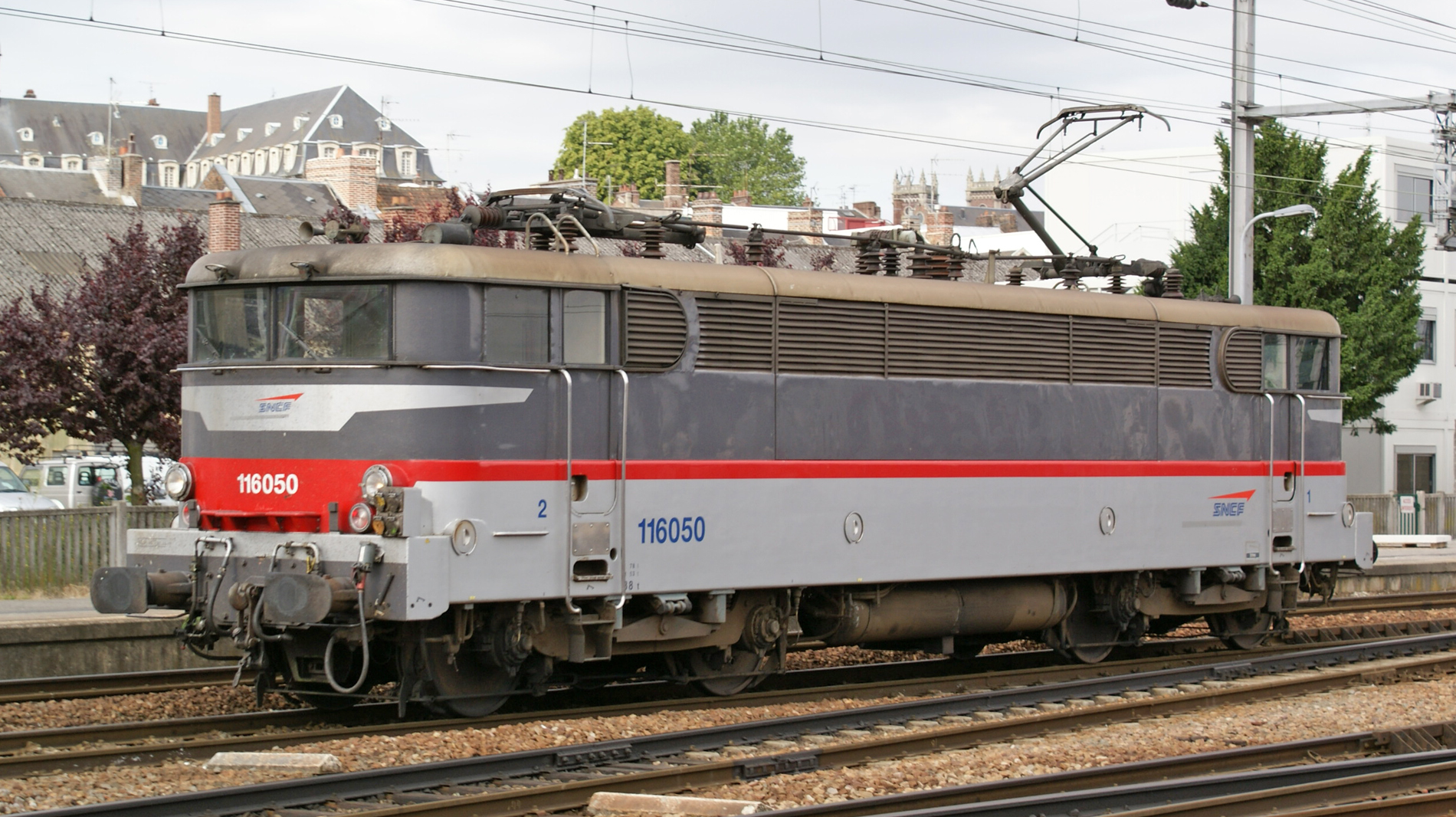
BB 16050 in Amiens, Farbgebung „Multiservices“ (2009)
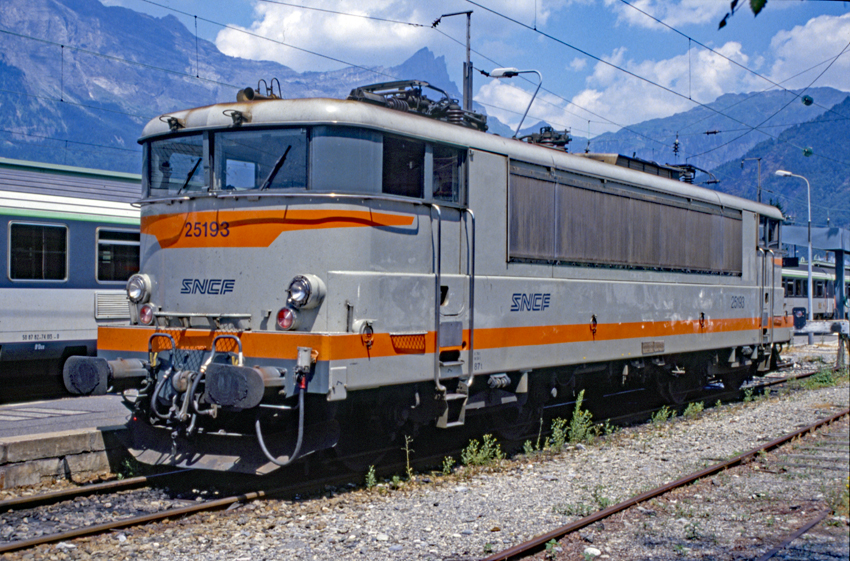
BB 25193 in der Lackierung „Béton“, Bahnhof Saint-Gervais-les-Bains-Le Fayet (1994)
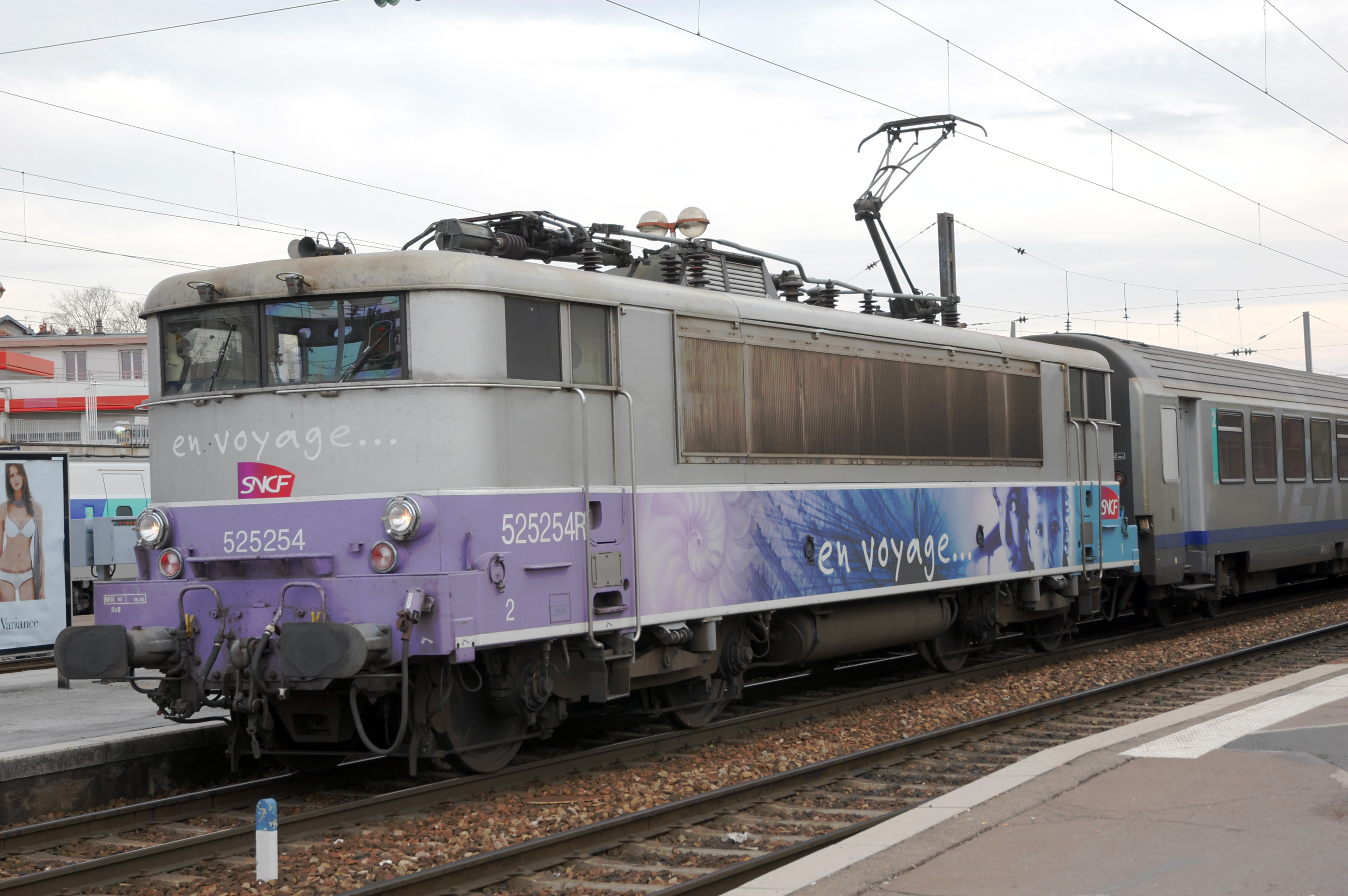
BB 25234, Lackierung „En voyage“, in Besançon (2009)
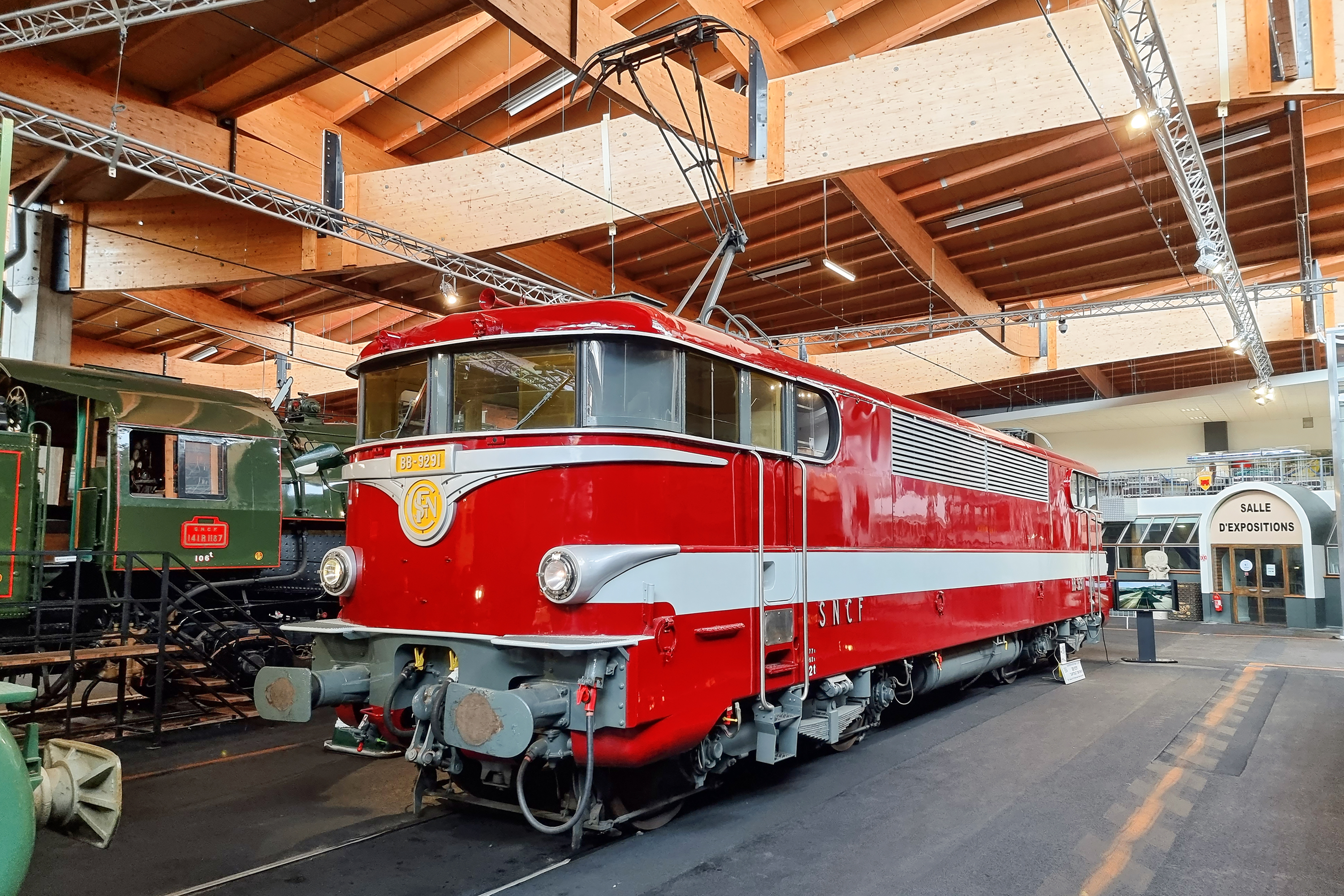
BB 9291 in Le-Capitole-Farbgebung im Eisenbahnmuseum Mülhausen (Cité du Train)